# 韦莱佐贝利尼
韦莱佐贝利尼（義大利語：Vellezzo Bellini），是意大利帕维亚省的一个市镇。总面积7.89平方公里，人口2995人，人口密度379.6人/平方公里（2009年）。国家统计（ISTAT）代码为018173。